# エステル交換反応
エステル交換反応（エステルこうかんはんのう、英: transesterification）は、エステルとアルコールを反応させた際に、それぞれの主鎖部分が入れ替わる反応である。アルコールがメタノールの場合はメタノリシスと言う。
酸または塩基が触媒として利用される。酸触媒を用いる場合、プロトンがカルボニル基へ配位することによって、カルボニル基の求電子性が増加する。塩基触媒は、アルコールのプロトンを引き抜かれやすくすることで、求核性を増加させる。どちらも反応速度を増加させる効果を持つ。
エステル交換反応はジエステルとジオールを使ったポリエステルの合成に使われる。たとえば、テレフタル酸ジメチルとエチレングリコールを反応させるとポリエチレンテレフタラートとメタノールが得られ、メタノールを蒸発させることによって反応が進行する。
また、エステル交換反応の逆反応は、ポリエステルをモノマーにケミカルリサイクルする際や、長鎖脂肪酸とグリセリンのトリエステルである油脂から長鎖脂肪酸のモノエステルであるバイオディーゼルを生産する際などに利用されている。